# Kallima horsfieldi
Espèce
Kallima horsfieldi est un insecte lépidoptère  de la famille des  Nymphalidae, et du genre Kallima.

## Dénomination
Kallima horsfieldi (Vincenz Kollar, 1844)

### Noms vernaculaires
Kallima horsfieldi  se nomme en anglais Blue Oakleaf ou South Indian Blue Oakleaf.

## Description
Il présente suivant la saison un dimorphisme de couleur. Le dessus est bleu indigo durant la saison sèche, bleu clair durant la saison humide. La couleur est plus foncée à l'apex et séparée de la zone  bleu indigo (identique à la couleur de postérieures) par une bande blanche. Il existe une variation plus foncé avec apex noir et reste des ailes bleu clair et bleu indigo.
Le verso marron clair veiné de marron semblable à une feuille.

## Biologie

### Plantes hôtes
Ses plantes hôtes sont.

## Écologie et distribution
Kallima horsfieldi est présent dans le centre et le sud de l'Inde.
C'est un migrateur.

### Protection
Pas de statut de protection particulier.